# 有馬頼端
有馬 頼端（ありま よりなお）は、筑後久留米藩第8代藩主・有馬頼貴の子。世嗣と定められたが、家督を継ぐことなく没した。

## 生涯
安永8年6月27日（1779年8月9日）、有馬頼貴の三男として出生（夭折した男子が1人いるため、四男と記されることもある）。母は高木氏。
兄の頼善が狂気によって廃嫡されたため、寛政5年（1793年）3月25日、父頼貴の嫡子となる。同年9月15日、将軍徳川家斉に拝謁する。同年12月26日、従四位下上総介に叙任する。
しかし、家督を継ぐことなく、文化元年（1804年）12月22日に没した。享年26。
頼端の死により、頼端の長男の新太郎（のちの有馬頼徳）が久留米藩の嫡子と定められた。

## 家族・親族
正室の佐倉藩主堀田正順の三女、八十。
『平成新修旧華族家系大成』には、子として以下が記載されている。
- 有馬頼徳 - 久留米藩第9代藩主
- 細川興建 - 谷田部藩主細川興徳養子
- 尚（松平信敬夫人）
- 有馬一知
- 益（丹羽長富夫人）